# 介休文庙
37°01′32″N 111°55′03″E / 37.02556°N 111.91750°E
介休文庙位于中国山西省介休市东南街道南大街社区学巷19号，现为山西省文物保护单位，由介休市实验二小学使用。

## 历史
介休文庙创建于唐咸亨三年（672年），旧在县署以东。元初毁于兵火。至元元年（1264年），知县阎梅将县城东南隅一处民居改为供奉孔子的地点。至元八年（1271年），知县梁天翔开始重建大成殿，及东西庑各七间。明万历二十五年（1597）重修，四十二年（1614年），知县孙瓒在大成殿左右建腾蛟楼、起凤楼，及神厨、神库。清代又重建。现代先后为介休中学、介休二中、实验二小使用。

## 建筑
介休文庙坐北朝南，占地面积3732平方米，现存中路中轴线上的棂星门、大成殿，及两侧的东西廊庑，腾蛟楼、起凤楼，及神厨、神库。其他建筑，包括中路的照壁、大成门、名宦祠、乡贤祠、明伦堂、尊经阁，东路的绵山书院、教谕署、崇圣祠、文昌祠、五奎楼，西路的节孝祠、训导署，以及门前学巷东西两侧的“金声玉振”、“太和元气”两座牌坊，均已不存。
棂星门现仍作为实验二小校门使用，是一座四柱三楼歇山顶的木牌坊。
大成殿面宽、进深各五间，平面近方形，重檐歇山顶，黄、绿、蓝三色琉璃瓦覆盖，殿内顶设平棊，外檐斗拱五踩双下昂，额枋下施透雕龙形、象鼻雀替。

## 保护
1982年，介休文庙由介休县人民政府公布为介休县文物保护单位。
2003年1月15日，介休文庙由晋中市人民政府公布为晋中市文物保护单位。
2021年8月4日，介休文庙由山西省人民政府公布为第六批山西省文物保护单位，编号6-90。
- 远景
- 棂星门
- 棂星门
- 西庑和大成殿
- 大成殿
- 大成殿
- 大成殿
- 大成殿斗拱
- 大成殿斗拱
- 大成殿斗拱、雀替
- 大成殿斗拱、雀替
- 大成殿雀替